# Castel di Sangro Calcio 1990-1991
Questa pagina raccoglie le informazioni riguardanti il Castel di Sangro Calcio nelle competizioni ufficiali della stagione 1990-1991.

## Rosa
| N. |                   | Ruolo | Calciatore           |
| -- | ----------------- | ----- | -------------------- |
|    | Italia (bandiera) | A     | Alfonso Alessandroni |
|    | Italia (bandiera) | A     | Gennaro Annunziato   |
|    | Italia (bandiera) | P     | Massimo Bastianelli  |
|    | Italia (bandiera) | D     | Maurizio Caradonna   |
|    | Italia (bandiera) | C     | Massimo Cocciari     |
|    | Italia (bandiera) | D     | Daniele Conti        |
|    | Italia (bandiera) | C     | Marco Di Chio        |
|    | Italia (bandiera) | D     | Guglielmo Ferrante   |
|    | Italia (bandiera) | C     | Carlo Gaeta          |
|    | Italia (bandiera) | D     | Marco Galaioto       |
|    | Italia (bandiera) | P     | Mario Genovese       |

| N. |                   | Ruolo | Calciatore            |
| -- | ----------------- | ----- | --------------------- |
|    | Italia (bandiera) | D     | Marco Mengucci        |
|    | Italia (bandiera) | D     | Vincenzo Menna        |
|    | Italia (bandiera) | C     | Paolo Michelini       |
|    | Italia (bandiera) | C     | Orazio Linerato Mitri |
|    | Italia (bandiera) | A     | Luigi Molino          |
|    | Italia (bandiera) | A     | Andrea Scotini        |
|    | Italia (bandiera) | C     | Alessandro Serra      |
|    | Italia (bandiera) | A     | Maurizio Stripoli     |
|    | Italia (bandiera) | D     | Giovanni Tenace       |
|    | Italia (bandiera) | A     | Daniele Vantaggiato   |